# Hadrià de Tir
Hadrià (en grec antic: Ἀδριανός, llatí: Hadrianus) va ser un orador i rètor de l'antiga Grècia natural de Tir que va florir sota els emperadors Antoní Pius i Còmmode, al segle ii.
Va ser deixeble del cèlebre Herodes Àtic, i va obtenir una càtedra de filosofia a Atenes encara en vida del seu mestre, cosa que no va fer perillar l'amistat que es tenien. Herodes Àtic el considerava excel·lent en els seus discursos, i Adrià va mostrar el seu agraïment en el discurs funerari que va fer davant de les cendres d'Herodes. Sembla, però, que no era gaire modest: el seu primer discurs públic començava amb una lloança a si mateix, i els vestits que portava eren magnífics i luxosos.
Antoní Pius en una visita a Atenes va conèixer Adrià, el va convidar a Roma i el va honorar amb la seva amistat. Després de la mort d'Antoní Pius va ser secretari privat de Còmmode. Va morir a Roma a 80 anys, no més tard del 192. La Suda li atribueix diverses obres, de les quals només es conserven tres discursos.